# 慈孝沟“采皇木”摩崖
32°10′54″N 109°43′10″E / 32.18167°N 109.71944°E
慈孝沟“采皇木”摩崖位于中国湖北省竹溪县鄂坪乡慈孝沟，2006年被列为第六批全国重点文物保护单位。
慈孝沟原称“刺小沟”，明嘉靖年间因在此采得巨型楠木，并运抵北京营建皇宫，故被赐名慈孝沟。摩崖石刻刻于嘉靖三十七年（1558年），崖壁长8米，宽8米，幅面高1.7米，宽1.8米，竖排阴刻楷书九行七十三字：“采采皇木，入此幽谷，求此不得，于焉踯躅；采采皇木，入此幽谷，求之既得，奉之如出；木既得矣，材既美矣，皇图巩矣。嘉靖戊午蒲月七日，光化知县福人廖希夔撰典史华亭瞿华笔”。